# Leptodius
Leptodius is een geslacht van kreeftachtigen uit de klasse van de Malacostraca (hogere kreeftachtigen).

## Soorten
- Leptodius affinis (De Haan, 1835)
- Leptodius australis Ward, 1936
- Leptodius davaoensis Ward, 1941
- Leptodius efferens Rathbun, 1907
- Leptodius euglyptus
- Leptodius exaratus (H. Milne Edwards, 1834)
- Leptodius hombronii (Lucas in Jacquinot & Lucas, 1853)
- Leptodius nudipes (Dana, 1852)
- Leptodius philippinensis Ward, 1941
- Leptodius planus Ward, 1934
- Leptodius sanguineus (H. Milne Edwards, 1834)
- Leptodius waialuanus Rathbun, 1906